# Анисимово (Варнавинский район)
Ани́симово — деревня в составе Михаленинского сельсовета Варнавинского района Нижегородской области.
Располагается на правом берегу реки Ветлуги.

## Палеонтология
В районе Анисимово обнаружены искомаемые остатки тетрапод, обитавших в раннем триасовом периоде. Окаменелости темноспондильной амфибии Tupilakosaurus wetlugensis и рептилиоморфа Axitectum vjushkovi найдены в анисимовской пачке вохминской свиты вохминского горизонта нижнеиндского подъяруса.

## Население
По данным на 1999 год численность населения составляла 7 чел.